# Bob ai XV Giochi olimpici invernali - Bob a quattro maschile
La gara di bob a quattro maschile ai XV Giochi olimpici invernali si è disputata il 27 febbraio e il 28 febbraio a Calgary.

## Atleti iscritti
| America (20)                                                         | America (20)                                                  | America (20)                          |
| -------------------------------------------------------------------- | ------------------------------------------------------------- | ------------------------------------- |
| - Canada (8)                                                         | - Giamaica (4)                                                | - Stati Uniti (8)                     |
| Asia (8)                                                             |                                                               |                                       |
| - Giappone (4)                                                       | - Taipei cinese (4)                                           |                                       |
| Europa (68)                                                          |                                                               |                                       |
| - Austria (8) - Bulgaria (4) - Germania Est (8) - Germania Ovest (8) | - Italia (8) - Portogallo (4) - Regno Unito (8) - Romania (4) | - Svizzera (8) - Unione Sovietica (8) |
| Oceania (8)                                                          |                                                               |                                       |
| - Australia (4)                                                      | - Nuova Zelanda (4)                                           |                                       |

## Risultati
| Pos. | Nazione             | Atleti                                                                | Manche1 | Manche2 | Manche3 | Manche4 | Totale  | Distacco |
| ---- | ------------------- | --------------------------------------------------------------------- | ------- | ------- | ------- | ------- | ------- | -------- |
|      | Svizzera I          | Ekkehard Fasser Kurt Meier Marcel Fässler Werner Stocker              | 56.83   | 57.37   | 55.88   | 57.43   | 3:47.51 |          |
|      | Germania Est I      | Wolfgang Hoppe Dietmar Schauerhammer Bogdan Musiol Ingo Voge          | 56.16   | 57.31   | 56.77   | 57.34   | 3:47.58 | +0.07    |
|      | Unione Sovietica II | Jānis Ķipurs Guntis Osis Juris Tone Vladimir Kozlov                   | 56.72   | 57.28   | 56.41   | 57.85   | 3:48.26 | +0.75    |
| 4    | Stati Uniti I       | Brent Rushlaw Hal Hoye Mike Wasko Bill White                          | 56.72   | 57.67   | 56.69   | 57.20   | 3:48.28 | +0.77    |
| 5    | Unione Sovietica I  | Māris Poikāns Olafs Kļaviņš Ivars Bērzups Juris Jaudzems              | 56.75   | 57.66   | 56.70   | 57.24   | 3:48.35 | +0.84    |
| 6    | Austria I           | Peter Kienast Franz Siegl Christian Mark Kurt Teigl                   | 57.07   | 57.40   | 56.27   | 57.91   | 3:48.65 | +1.14    |
| 7    | Austria II          | Ingo Appelt Josef Muigg Gerhard Redl Harald Winkler                   | 56.93   | 57.51   | 56.41   | 58.10   | 3:48.95 | +1.44    |
| 8    | Germania Est II     | Detlef Richter Bodo Ferl Ludwig Jahn Alexander Szelig                 | 57.18   | 57.60   | 56.33   | 57.95   | 3:49.06 | +1.55    |
| 9    | Svizzera II         | Hans Hiltebrand Urs Fehlmann Erwin Fassbind André Kiser               | 56.39   | 57.91   | 57.13   | 57.82   | 3:49.25 | +1.74    |
| 10   | Italia I            | Alex Wolf Pasquale Gesuito Georg Beikircher Stefano Ticci             | 57.20   | 57.72   | 56.53   | 58.01   | 3:49.46 | +1.95    |
| 11   | Germania Ovest II   | Anton Fischer Franz Nießner Uwe Eisenreich Christoph Langen           | 57.02   | 57.75   | 56.71   | 58.07   | 3:49.55 | +2.04    |
| 12   | Gran Bretagna I     | Mark Tout David Armstrong Lenny Paul Audley Richards                  | 57.22   | 58.26   | 56.86   | 57.56   | 3:49.90 | +2.39    |
| 13   | Canada II           | Greg Haydenluck Cal Langford Kevin Tyler Lloyd Guss                   | 57.18   | 57.82   | 56.67   | 58.32   | 3:49.99 | +2.48    |
| 14   | Germania Ovest I    | Michael Sperr Olaf Hampel Florian Cruciger Rolf Müller                | 57.58   | 58.04   | 56.41   | 58.14   | 3:50.17 | +2.66    |
| 15   | Canada I            | Chris Lori Ken Leblanc Andrew Swim Howard Dell                        | 56.66   | 58.05   | 57.34   | 58.32   | 3:50.37 | +2.86    |
| 16   | Stati Uniti II      | Brian Shimer Jim Herberich Matt Roy Scott Pladel                      | 57.17   | 58.49   | 57.47   | 58.10   | 3:51.23 | +3.72    |
| 17   | Gran Bretagna II    | Tom De La Hunty Colin Rattigan George Robertson Alec Leonce           | 57.81   | 58.13   | 56.74   | 58.59   | 3:51.27 | +3.76    |
| 18   | Giappone I          | Takao Sakai Toshio Wakita Yuji Yaku Naomi Takewaki                    | 57.36   | 58.15   | 57.68   | 58.16   | 3:51.35 | +3.84    |
| 19   | Italia II           | Roberto D'Amico Thomas Rottensteiner Paolo Scaramuzza Andrea Meneghin | 57.69   | 58.65   | 57.50   | 58.04   | 3:51.88 | +4.37    |
| 20   | Romania I           | Csaba Nagy Lakatos Grigore Anghel Florian Olteanu Costel Petrariu     | 57.41   | 58.49   | 57.64   | 58.35   | 3:51.89 | +4.38    |
| 21   | Nuova Zelanda I     | Lex Peterson Blair Telford Rhys Dacre Peter Henry                     | 57.98   | 58.42   | 57.30   | 58.67   | 3:52.37 | +4.86    |
| 22   | Taipei cinese I     | Chen Chin-San Chen Chin-Sen Lee Chen-Tan Wang Jauo-Hueyi              | 57.03   | 58.94   | 57.98   | 58.80   | 3:52.75 | +5.24    |
| 23   | Australia I         | Adrian Di Piazza Martin Harland Simon Dodd Stephen Craig              | 58.20   | 58.87   | 57.25   | 59.02   | 3:53.34 | +5.83    |
| 24   | Bulgaria I          | Tsvetozar Viktorov Plamen Stamov Nikolay Botev Aleksandar Simeonov    | 57.72   | 59.07   | 58.20   | 58.67   | 3:53.66 | +6.15    |
| 25   | Portogallo I        | Antonio Reis João Poupada João Pires Rogério Bernardes                | 58.42   | 59.67   | 58.28   | 59.13   | 3:55.50 | +7.99    |
|      | Giamaica I          | Dudley Stokes Devon Harris Michael White Chris Stokes                 | 58.04   | 59.37   | 1:03.19 | DNF     |         |          |